# Arthur Andersson
Arthur Enok Andersson, född 15 april 1888 i Linköping, död 11 april 1980 i Västerås, var en svensk målare och grafiker.
Han var son till hantverksmästaren Albert Enok Andersson och Hilma Akvelina Karlsson samt från 1916 gift med Elisabeth Johansson. Andersson studerade teckningstekniker för Carl Malmberg därefter vid Althins målarskola i Stockholm och under studieresor till Danmark, Italien och Frankrike. Han medverkade i Sveriges allmänna konstförenings utställningar på Liljevalchs konsthall ett flertal gånger samt med Västerås konstförening 1919-1944. Separat ställde han ut hos Louis Hahnes i Stockholm samt Västerås. Hans konst består av åtskilliga porträtt och figursaker i olja akvarell eller grafik. Han utförde en mängd gravyrer med motiv från Linköping, bladen var minutiöst arbetade. Andersson är representerad vid Nationalmuseum och Göteborgs konstmuseum.